# Димітрув-Малий
Димітрув-Малий (пол. Dymitrów Mały) — село в Польщі, у гміні Баранув-Сандомерський Тарнобжезького повіту Підкарпатського воєводства.
Населення — 322
У 1975-1998 роках село належало до Тарнобжезького воєводства.

## Демографія
Демографічна структура станом на 31 березня 2011 року:
|          | Загалом | Допрацездатний вік | Працездатний вік | Постпрацездатний вік |
| -------- | ------- | ------------------ | ---------------- | -------------------- |
| Чоловіки | 166     | 48                 | 98               | 20                   |
| Жінки    | 156     | 29                 | 84               | 43                   |
| Разом    | 322     | 77                 | 182              | 63                   |